# Meulles
Meulles és un antic municipi francès situat al departament de Calvados i a la regió de Normandia. L'any 2018 tenia 358 habitants. Des del 1r de gener de 2016 es va integrar en el municipi nou de Livarot-Pays-d'Auge com a municipi delegat. En reunir vint-i-dos antics municipis, aquest municipi nou és el més gros de tots els municipis nous de França.

## Demografia
El 2007 la població era de 393 persones. Hi havia 144 famílies i 213 habitatges: 148 habitatges principals, 54 segones residències i onze desocupats. Tots els habitatges eren cases.

La població ha evolucionat segons el següent gràfic:

## Economia
El 2007 la població en edat de treballar era de 242 persones, 158 eren actives i 84 eren inactives. Hi havia dotze empreses, una empresa de extracció i uns comerços i serveis de proximitat. El 2000 hi havia 25 explotacions agrícoles que conreaven un total de 900 hectàrees.
Té una escola elemental integrada dins d'un grup escolar amb les comunes properes formant una escola dispersa.